# Astragalus vanillae
Astragalus vanillae är en ärtväxtart som beskrevs av Pierre Edmond Boissier. Astragalus vanillae ingår i släktet vedlar, och familjen ärtväxter. Inga underarter finns listade i Catalogue of Life.